# 昔神星
昔神星（167 Urda）是由德国裔美国天文学家克里斯蒂安·亨利·弗里德里希·彼得斯于1876年8月28日在美国纽约州奥奈达克林顿村发现的主带小行星。它是鸦女星族的一员。
小行星167以北欧神话诺伦三女神其中之一（最年长的一位），意味着“过去”，同时也被叫做死亡的女神兀儿德命名。